# Michajłowka
Michajłowka (ros. Михайловка) – miasto (od 1948) w Rosji, w obwodzie wołgogradzkim, na prawym brzegu rzeki Miedwiedicy.

## Sport
- Cemient Michajłowka - klub piłkarski